# Нульовий підсумок (Цілком таємно)
Нульовий підсумок (Zero Sum) — 21-й епізод 4-го сезону серіалу «Цілком таємно». Епізод більш широко розкриває «міфологію серіалу». Прем'єра в мережі «Фокс» відбулася 20 квітня 1997 року.
Серія за шкалою Нільсена отримала рейтинг домогосподарств 11,7 з часткою 17 — приблизно 11,7 % всіх телевізорів сімей та 17 % відсотків домогосподарств, які переглядають телевізор, були налаштовані на серію; загалом 18,01 мільйона глядачів переглянули епізод під час його первісного ефіру. Серію в день виходу серію подивилися 18,6 мільйона глядачів.
Малдер розслідує загибель поштової працівниці, яку до смерті закусав рій бджіл. Однак хтось, хто представляється Волтером Скіннером, ретельно знищує докази, з наказу Курця. Малдер вираховує Скіннера і висловлює йому свої звинувачення, тримаючи на прицілі в його апартаментах.

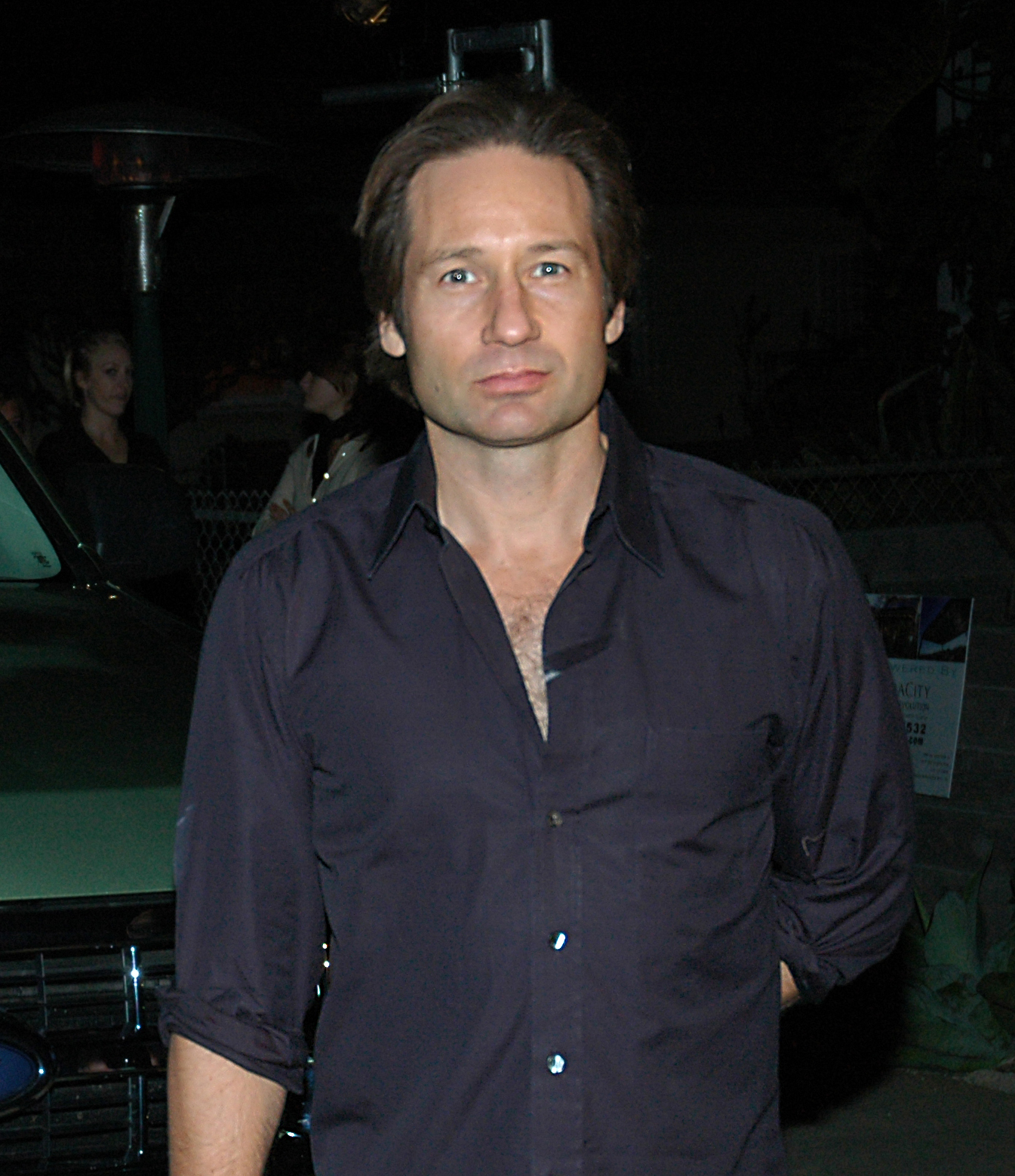

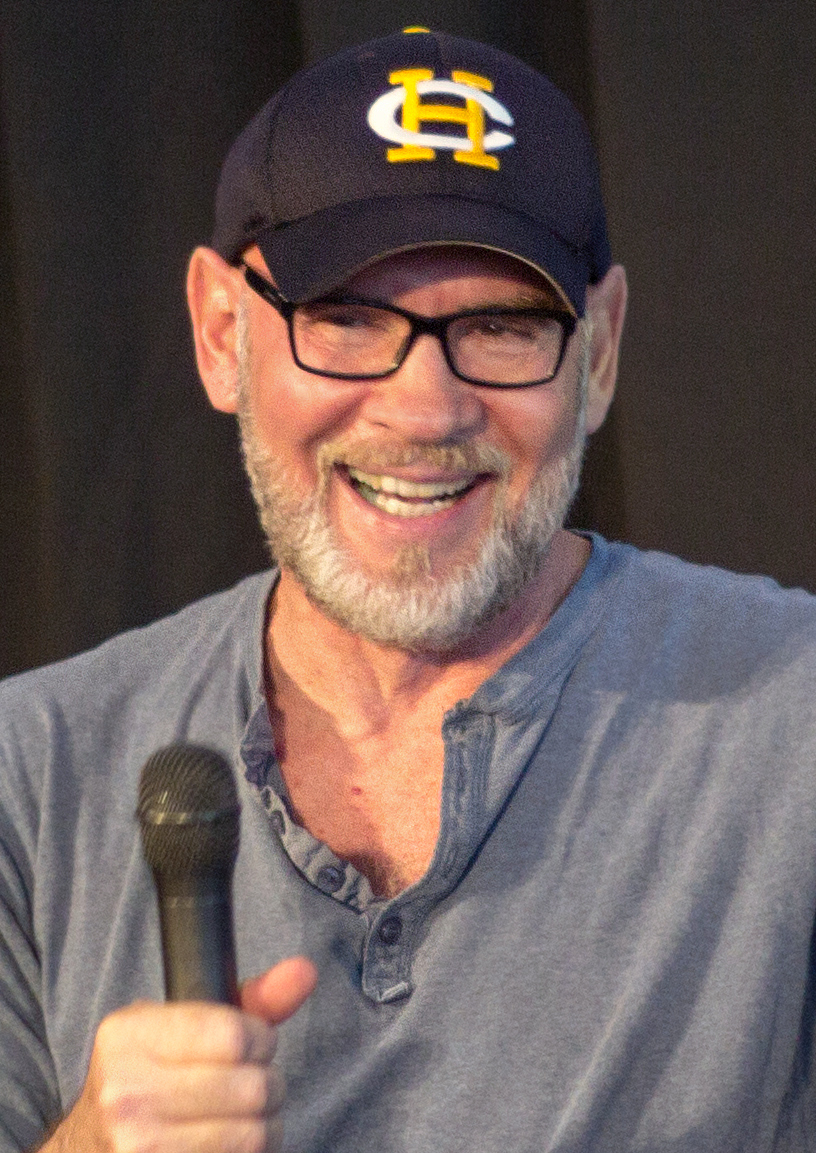

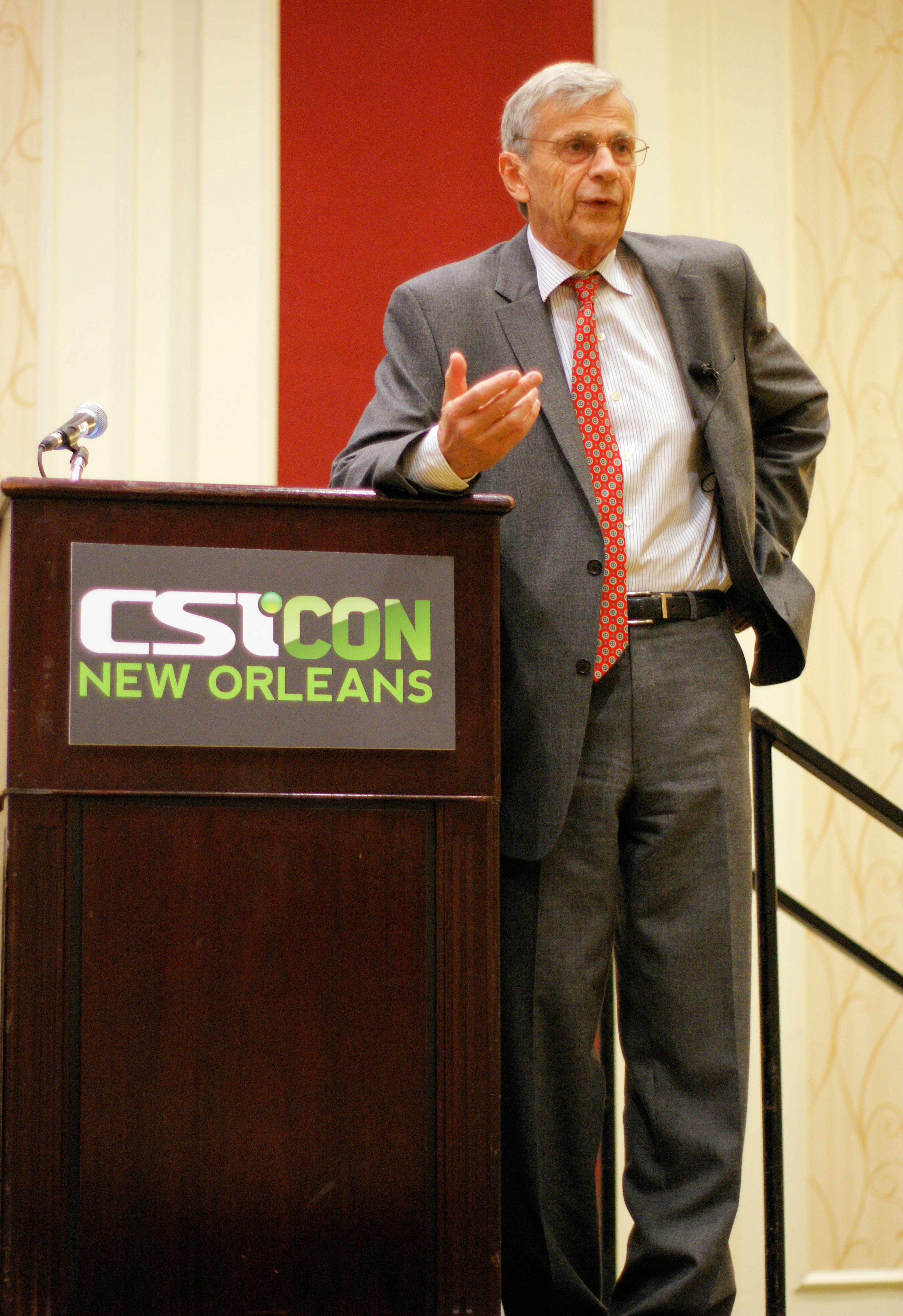

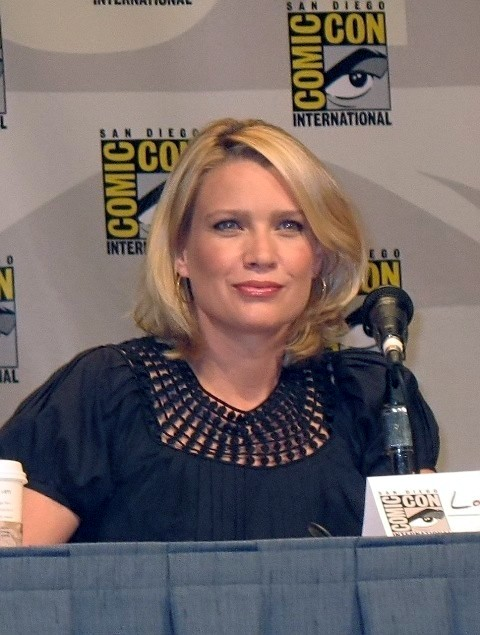

## Зміст
Істина за межами досяжного
У В'єнні (штат Вірджинія) працівниця центру розсилання пошти Джейн гине від нападу рою бджіл у ванній під час перерви — вони вилізли з отворів умивальника. За розпорядженням Курця, і щоб «погасити заборгованість» за порятунок Скаллі, Скіннер стирає всі сліди цієї справи на комп'ютері Малдера, спалює тіло жертви у спалювальному пристрої моргу округу Одрі та замінює проби крові в поліцейській лабораторії, видаючи себе за Фокса. При виході з відділку до нього звертається інспектор Рей Томас, який приймає Скіннера за Малдера. Скіннер позбавляється від інспектора, кажучи Рею, що у справі немає нічого цікавого. О 4-й ранку Скіннер приходить додому. Там вже є Малдер, щоб розповісти йому про дану справу, виявивши, що хтось збирається підставити його. Детектив Томас убитий, це шокує Скіннера. Малдер повідомляє Скіннеру, що Скаллі проходить тести на онкологію й метастази.
Тієї ж ночі Скіннер зустрічається з Курцем, якого супроводжує убивця детектива Сивий чоловік. Скіннер роздратований убивством поліцейського і має намір припинити співпрацю з Курцем. Курець відмовляється розірвати угоду зі Скіннером. Малдер дзвонить Скіннеру і повідомляє про спалення тіла поштарки й підробні аналізи крові. Фокс повідомляє — він проводить експертизу на відповідність кулі, якою вбитий Томас, пістолетам, виданим федеральному агенту або місцевому офіцеру. Скіннер оглядає свою шухляду та розуміє — його пістолет відсутній і мабуть з нього й застрелили детектива.
Скіннер розуміє що його підставили і телефонує Курцеві, який підтверджує — Томас був убитий з його пістолета, і що його можливе звернення до поліції призведе до ув'язнення. Курець відмовляється надавати хоч-якусь інформацію про відомі йому факти.
Скіннер повертається до центру маршрутизації і вибиває велику дірку у стіні ванної та знаходить чимале гніздо мертвих бджіл. Він відвідує ентомолога у Елсінорі (Меріленд), аби той дослідив мертву бджолу. Ентомолог розповідає, що Малдер турбував його півроку тому з питанням на подібну тематику. Скіннер знаходить файл Малдера з цього питання, та копіює контактну інформацію для Маріти Коваррубіас. Малдер застає його та розповідає Скіннеру, що банківське спостереження біля поліцейського відділку сфотографувало детектива разом зі Скіннером, але Фокс не вірить — ідентифікували агента Малдера. Скіннер телефонує Коваррубіас, у якої нема ніяких доказів, які б йому допомогли. Ентомолог гине від нападу рою бджіл. Наступного дня Малдер і Скіннер оглядають тіло ентомолога — воно уражене віспою, яка передається бджолами. Скіннер відвідує співпрацівницю загинулої працівниці пошти міс Тінанату — вона каже, що на неї чинили тиск, аби вона нічого не розповіла, що сталося з чоловіками, котрі вимагали пошкодженого пакунка. В фотолабораторії Малдер здійснює аналіз фотографії, на якій ідентифікує Скіннера.
Курець зустрічається з Синдикатом, який несе відповідальність за рій бджіл. Незабаром бджолиний рій атакує школу імені Кеннеді в Пейсоні (Peyson) (Північна Кароліна), внаслідок чого учителька помирає, а кілька учнів травмовані. Скіннер вирушає до госпіталю та вимагає від лікаря лікувати від віспи. Його стрічає Коваррубіас. Вона вимагає розповісти, шо він знає про цю справу. Він каже Маріті, що вважає — бджіл використовують як переносник для якогось експерименту. В Крістал-Сіті Скіннер повертається до номера, де зіштовхується з Малдером, який зараз підозрює — Скіннер весь цей час працює проти нього. Скіннер зумів переконати Малдера, що він не мусив би ламати власний замок ящика і, отже, не міг бути вбивцею. Переконаний у свідченнях Скіннера, Малдер звертається до експерта з пістолетом зі сточеним серійним номером, щоб Скіннер не звинувачувався у вбивстві. Тієї ночі Скіннер стикається з Курцем у своїй квартирі, розлючений, що для Скаллі нічого не зроблено та цілить в нього з пістолета. Курець переконує його, що Скаллі помре, якщо він вб'є його, а Скіннер піде, не вбивши його. Скіннер таки стріляє в Курця — холостими стрільнями. Коваррубіас дзвонить Курцю, і каже їй сказати Малдеру, що він хоче почути. Якийсь невідомий чоловік слухає її розмову по телефоні.
Деталі — це все

## Створення
В «Нульовому підсумку» було повернуто вірусоносних бджіл з «Раси панів»; вони знову з'являться у фільмі «„Цілком таємно“» 1998 року. Співавтор Френк Спотніц описав епізод як «нещасливу аварію». Пізніше в четвертому сезоні шоу Андерсон полишила зйомки на тиждень, аби відзняти свою роль у фільмі «Велетень». Продюсери знали, що їм доведеться писати епізод без Дейни Скаллі, і тому вирішили, що Девід Духовни не міг би виконати таке ж навантаження, як у звичайному епізоді, враховуючи її відсутність. Тому була зрежисована історія, в якій його участь буде легшою. Це привело до рішення написати другий поспіль епізод, присвячений Волтеру Скіннеру. Говард Гордон написав попередній епізод, зорієнтований на Скіннера, «Втілення», приєднався до Спотніца, і вони написали сценарій у вихідні, тоді як інший епізод, написаний Гордоном, «Синхронність», був у виробництві. Девіс прописав відсутність Андерсон як її спробу вилікувати рак, виявлений в епізоді «Пам'ятай про смерть»..  Френк Спотніц згодом оповів про угоду з Курцем: «Найважчим для Скіннера було те, що нам довелося тримати його в середині. Ми мусили сказати Малдеру не торгуватися з Курцем, щоб врятувати життя Скаллі. А потім він сам уклав фаустівську угоду з Курцем і був у боргу за якусь справу»
Співавтори письменницької версії вважали, що епізод є логічним для поновлення сюжетної лінії бджіл, які були використані в прем'єрі сезону «Раса панів». Вони вважали, що важливо не мати щось паранормальне зі Скіннером у цьому епізоді, тому що це було зроблено в попередньому сезоні. Живі бджоли використовувалися для зйомок, але їх було погано видно у кадрі. Тоді технік з візуальних ефектів Лорі Калсен-Джордж дев'ять днів займалася цифровим покращенням кадрів, щоб зліпшити візуалізацію нападу рою.  Бджоли, що переносять віруси, пізніше становитимуть центральну сюжетну лінію в фільмі 1998 року.
Режисер Кім Маннерс зазначив, що «епізод був для мене справді хорошим шоу, тому що я не мав змоги співпрацювати з Мітчем. І вони написали чудовий сценарій, знаєте? Це було справді щось, у що він міг зануритися по брови, і просто зробив чудову роботу. Білл Девіс був також казковим у цьому шоу». Це був другий епізод серіалу, в якому не було показано Дейну Скаллі. Морріс Панич, зображуючи вбивцю Синдиката Сивочолу людину, востаннє знявся в цьому епізоді. Раніше він виступав у «Пайпер Мару», «Аватар», «Herrenvolk» та «Memento Mori».

## Сприйняття
Прем'єра на мережі Фокс відбулася 27 квітня 1997 року, вперше показано у Великій Британії на BBC Two 11 лютого 1998-го Germany 25 January 1998 Poland 5 March 1998. Епізод отримав рейтинг домогосподарств Нільсена 11,7 із 17 часткою — приблизно 11,7 відсотка всіх телевізорів, обладнаних телебаченням, та 17 відсотків домогосподарств, які переглядають телевізор, були налаштовані на епізод. Загалом 18,6 мільйона глядачів переглянули цей епізод під час його первісного ефіру.
Епізод отримав змішані та позитивні відгуки критиків. Зак Гендлен, пишучи для The A.V. Club, оцінив епізод на «А», назвавши його «абсолютно недоброзичливим». Генлен порахував, що епізод ефективно поєднується зі звичною структурою оповіді серіалу — завдяки цьому Фокс Малдер здається «майже таким же антагоністом», як і Курець. Генлен також помітив, що «Нульовий підсумок» надав вагоме підгрунтя для розуміння характеру Волтера Скіннера.. Паула Вітаріс, оглядачка Cinefantastique, оцінила серію в 1.5 зірки з чотирьох, зазначивши, що її «темп і тон відсутній». Вона вважала, що «Духовни та Піледжі грають хороші сцени», незважаючи на те, що Піледжі часом видається «ненавмисне комічним»; також оглядачка зазначила — «епізод без Скаллі відчувається досить порожнім». Роберт Шірман та Ларс Пірсон у своїй книзі «Хочемо повірити: Критичний посібник з Цілком таємно, Мілленіуму та Одиноких стрільців» оцінили епізод 4 з п'яти, зазначивши, що «Піледжі виглядає набагато комфортніше, ніж це було у минулорічному сезоні (Аватар)». Вони вважали, що спроби прив'язати епізод до більш широких сюжетних ліній — зокрема, поява Маріти Коваррубіас, кульгає; це історія через розмитий погляд іншого персонажа ".

## Знімались
| Актор             | Роль               |
| ----------------- | ------------------ |
| Девід Духовни     | Фокс Малдер        |
| Джилліан Андерсон | Дейна Скаллі       |
| Мітч Піледжі      | Волтер Скіннер     |
| Вільям Брюс Девіс | Курець             |
| Лорі Голден       | Маріта Коваррубіас |
| Дон С. Вільямс    | Перший старійшина  |
| Моріс Панич       | Сивий чоловік      |
| Ліза Стюарт       | Джейн Броуді       |
| Фред Кітінг       | детектив Томас     |